# Svišti (film)
Svišti (v originále Les Marmottes) je francouzský hraný film z roku 1993, který režíroval Élie Chouraqui. Snímek měl světovou premiéru dne 10. listopadu 1993.

## Děj
Rozvětvená pařížská rodina s propletenými vztahy tráví zimní dovolenou ve stejném hotelu poblíž Chamonix.

## Obsazení
| Virginie Ledoyen     | Samantha, nejstarší dcera Marie-Claire, Maxova nevlastní dcera |
| Julia Maraval        | Lola, dcera Maxe a Marie-Claire                                |
| Gérard Lanvin        | Max, otec Loly a nevlastní otec Samanthy, syn Léa              |
| Jean-Hugues Anglade  | Stéphane, syn Léa                                              |
| André Dussollier     | Simon, syn Léa                                                 |
| Daniel Gélin         | Léo, dědeček                                                   |
| Christine Boisson    | Marie-Claire, Maxova bývalá žena                               |
| Marie Trintignantová | Lucie, Stéphanova přítelkyně                                   |
| Jacqueline Bisset    | Frédérique, Simonova žena                                      |
| Christopher Thompson | Alfred, Simonův syn, Maxův synovec                             |
| Anouk Aimée          | Françoise, Léova druhá žena                                    |
| Patricia Malvoisin   | Judith Pontel, Simonova milenka                                |
| Anne Roussel         | Anna Jubert, nová Maxova přítelkyně                            |
| Christian Charmetant | Antoine, syn hoteliéra, dávný přítel Léových synů              |

## Ocenění
- César: nominace v kategoriích nejlepší herečka ve vedlejší roli (Marie Trintignantová), nejslibnější herečka (Virginie Ledoyen), nejslibnější herec (Christopher Thompson)